# Georges Gaudy
Pour les articles homonymes, voir Gaudy.
Ne doit pas être confondu avec Georges Gaudy (affichiste) ou Georges Gauby.
Jean Eugène Georges Gaudy, né le 18 février 1895 à Saint-Junien (Haute-Vienne) et mort le 9 février 1987 à Saint-Mandé (Val-de-Marne), est un écrivain et journaliste français.

## Biographie
Georges Gaudy est le fils de Jacques-François Gaudy, comptable, et Marie-Eugénie Détré. Alors qu'il est étudiant en langues étrangères, il est mobilisé au 57e régiment d'infanterie à partir de septembre 1915. Il y combat jusqu’à la fin de la Grande guerre. Nommé caporal en mai 1916 puis sergent en mai 1918, il est blessé plusieurs fois et cité deux fois à l'ordre du régiment, qualifié de "caporal très brave et d'une conduite exemplaire" (mai 1917) et de "gradé d'élite admirable de courage et de sang-froid" (avril 1918). En février 1919 il est promu aspirant puis est démobilisé en septembre. Décoré de la Croix de guerre 1914-1918, il reçoit la Médaille militaire en juin 1920 puis est fait chevalier de la Légion d'honneur en décembre 1929.
Après guerre, Georges Gaudy commence une carrière d’écrivain et s’engage aux côtés de l’Action française. Il publie ses souvenirs en 4 volumes :
- Les trous d’obus de Verdun (1922),
- Le Chemin des Dames en feu (1923),
- L’agonie du Mont-Renaud (1921) et
- Le drame à Saconin et l’épopée sur l’Ingon (1930).

Ce combattant devenu écrivain, journaliste et orateur de l'Action française a beaucoup voyagé dans l'Allemagne des années 1935 et écrit des articles sur la montée du nazisme dans ce pays. Il a aussi couvert les débuts de la guerre civile en Espagne.
Georges Gaudy avait continué à effectuer des périodes de réserve dans l'armée. Ainsi, en février 1921, il avait été promu sous-lieutenant d'infanterie de réserve au 63e R.I., puis lieutenant en mai 1925 et enfin capitaine en décembre 1937. Il est donc remobilisé au 107e R.I. en août 1940. À la fin de 1940, il rempile pour l'Armée d'Afrique et participe à la campagne d'Italie. Sa brillante conduite lui vaut le 28 juin 1940 une nouvelle citation à l'ordre de la brigade no 5 ("officier au superbe passé qui a dû rapidement faire de sa compagnie une unité de premier ordre au moral élevé. S'est toujours acquitté avec brio des missions délicates qui lui ont été confiées, réussissant à créer chez ses hommes un net sentiment offensif. A toujours donné en toutes circonstances un magnifique exemple de sang-froid") et l'attribution de la Croix de guerre 1939-1940. Il fait l'objet en juillet 1949 d'une dernière promotion dans la réserve de l'armée, au grade de chef de bataillon d'infanterie.
À partir de 1950, de retour de Vienne, où dans le cadre de la dénazification, il était chargé des archives de la Mission française en Allemagne et en Auriche, son nom réapparait dans le journal Aspect de la France, dont il sera rédacteur en chef de 1955 à 1959. 
Georges Gaudy fut membre du comité directeur de l'Action française et président de l'Association Marius Plateau (anciens combattants d'AF).

## Ouvrages
- Les trous d’obus de Verdun (1922),
- Le Chemin des Dames en feu (1923),
- La Ville rouge (1925),
- L’agonie du Mont-Renaud (1921)
- Le drame à Saconin et l’épopée sur l’Ingon (1930),
- Les galons noirs (1930),
- La France cherche un homme : dix jours avec le fils du roi (1934),
- Combats sans gloire : souvenirs d'un officier d'infanterie, mai-juin 1940 (1941)[3]
- Combats libérateurs (1946), éditions Lardanchet
- La ville rouge  (1925)

Autres ouvrages ou nouvelles  parus dans des revues 
- Le 9 novembre à Munich  Revue des deux mondes (1935)
- Les croisés de Nuremberg  Revue universelle (1936)
- Un réfugié Les œuvres libres (1938)
- Le bateau ivre  Revue de Paris (1936)